# جاك هوارد
جاك هوارد (1915 - 1993 بليستر في المملكة المتحدة)  (بالإنجليزية: Jack Howard)‏ هو لاعب كريكت بريطاني (وحمل سابقاً جنسية المملكة المتحدة لبريطانيا العظمى وأيرلندا).